# Czat.onet.pl
Czat.onet.pl – nieistniejący polski serwis czatowy, który należał do portalu Onet.pl. Był jednym z najdłużej działających czatów w Polsce. Jako pierwszy rozpoczął przeprowadzanie czatów moderowanych ze znanymi postaciami świata kultury i polityki. Był częścią projektu Multimedialnego „Multipoezja”, którego pomysłodawcą był poeta Michał Zabłocki. 4 stycznia 2017 roku serwis Czat.onet.pl został zamknięty. 

## Historia
Czat.onet.pl powstał w roku 1999. Przez pierwszy okres istnienia posiadał 12 pokoi zróżnicowanych tematycznie. W następnych latach liczba ta stale rosła. W 2001 roku wprowadzono możliwość zakładania pokoi przez użytkowników.
Jako pierwszy tego typu serwis rozpoczął przeprowadzanie czatów moderowanych z osobistościami polskiej kultury i polityki. Pierwszy taki czat odbył się 15 września 1999 roku. Gościem czatu był ówczesny wiceprezes Rady Ministrów i Minister Finansów prof. Leszek Balcerowicz.
W 2003 roku wprowadzono możliwość nadawania i oglądania obrazu na czacie za pośrednictwem programu  Onet Kamerzysta. W 2005 roku unowocześniono aplet czatu, umożliwiając m.in. wysyłanie wiadomości za pomocą poczty czatowej.
W czerwcu 2007 roku Czat.onet.pl zmienił layout serwisu. Uruchomiono pokój o nazwie Gorący_pokój, w którym użytkownicy mogli dyskutować na aktualne i kontrowersyjne tematy, zaproponowane przez redakcję czata lub przez nich samych. W pokoju tym odbywały się również moderowane rozmowy z zaproszonymi gośćmi.
W lutym 2009 roku została wprowadzona ostatnia wersja serwisu i apletu.
W grudniu 2016 roku użytkowników czatu poinformowano o tym, iż na początku 2017 roku, serwis zostanie zamknięty. Powodów decyzji nie podano. 
4 stycznia 2017 roku Czat.onet.pl został zamknięty. Ze strony głównej portalu Onet.pl zniknęła zakładka przenosząca użytkowników do czatu, zaś adres Czat.onet.pl przenosi użytkowników do strony głównej portalu Onet.pl.

## Popularność
Czat.onet.pl przewodził trójce najpopularniejszych serwisów czatowych w Polsce, przewyższając liczbą użytkowników CZATerię (Interia.pl) i czat Wirtualnej Polski. Liczba użytkowników w zależności od miesiąca wahała się pomiędzy 500 a 800 tysięcy (dane według Megapanel PBI/Gemius). Liczba funkcjonujących pokoi utrzymywała się na poziomie nieco ponad 3 tysięcy (w tym także pokoje prywatne). Największą popularnością cieszył się pokój o nazwie Towarzyski, gdzie często jednocześnie mogło czatować nawet ponad 1000 osób.

## Zarządzanie pokojami
Większość pokoi zarządzana była przez ich założycieli. W administrowaniu właścicielowi pokoju pomagali mianowani przez niego superoperatorzy i operatorzy. Były też pokoje, w których funkcję właścicieli pełnili administratorzy czata – pracownicy portalu Onet.pl. W ostatnich latach istnienia Czatu Onet jedynym pokojem należącym do administracji czatu był Gorący_pokój.

## Multipoezja
Czat.onet.pl był częścią projektu multimedialnego Multipoezja, którego pomysłodawcą był poeta Michał Zabłocki. Pierwsze spotkanie z Multipoezją odbyło w  lipcu 2001 roku. Ideą, która przyświecała twórcom pokoju, było wspólne układanie wierszy z internautami.
11 czerwca 2009 roku Multipoezja miała swój jubileusz. W serwisie czat.onet.pl powstał 200. wiersz zatytułowany „Dwie setki poetki”.
W pokoju Multipoezja powstawały teksty piosenek, m.in.: „Piosenka o śmiesznym tytule” z repertuaru grupy Pogodno i „Maszyna do świerkania”, za którą formacja Czesław Śpiewa otrzymała Fryderyka 2009 w kategorii Piosenka Roku. Wiersz pt. „Blokowisko” zdobył wyróżnienie konkursu literackiego "ExLibris43Bis”.